# Axel-Erik Gyllenstolpe

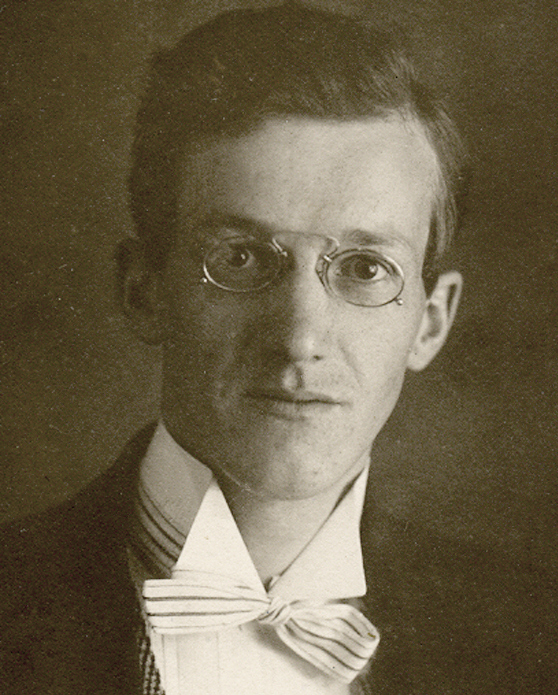
Axel-Erik Gyllenstolpe

Axel-Erik Gyllenstolpe (Karl Johan Axel-Erik „Gyllen“ Gyllenstolpe; * 18. April 1894 in Filipstad; † 19. Juli 1954 in Karlstad) war ein schwedischer Zehnkämpfer.
Bei den Olympischen Spielen 1920 in Antwerpen wurde er Achter im Zehnkampf und Neunter im Fünfkampf.
1921 wurde er Schwedischer Meister im Zehnkampf. Seine persönliche Bestleistung von 7324,04 Punkten stellte er am 27. Juli 1919 in Lidköping auf.